# Tetropium castaneum
Tetropium castaneum es una especie de insecto coleóptero de la familia Cerambycidae. Estos longicornios se distribuyen por el holártico y la región indomalaya.

## Sinonimia
- Cerambyx castaneus Linnaeus, 1758